# Chondrodendron iquitanum
Chondrodendron iquitanum là một loài thực vật có hoa trong họ Biển bức cát. Loài này được Diels mô tả khoa học đầu tiên năm 1926.